# Mount Tekarra
Mount Tekarra är ett berg i Kanada.   Det ligger i provinsen Alberta, i den centrala delen av landet, 3 100 km väster om huvudstaden Ottawa. Toppen på Mount Tekarra är 2 053 meter över havet.
Terrängen runt Mount Tekarra är kuperad söderut, men norrut är den bergig. Trakten runt Mount Tekarra är nära nog obefolkad, med mindre än två invånare per kvadratkilometer.. Närmaste större samhälle är Jasper Park Lodge, 9,1 km nordväst om Mount Tekarra. 
I omgivningarna runt Mount Tekarra växer i huvudsak barrskog.